# Anisoperas rectilinea
Anisoperas rectilinea är en fjärilsart som beskrevs av W. Warren 1900. Anisoperas rectilinea ingår i släktet Anisoperas och familjen mätare. Inga underarter finns listade i Catalogue of Life.